# Ernest Roche

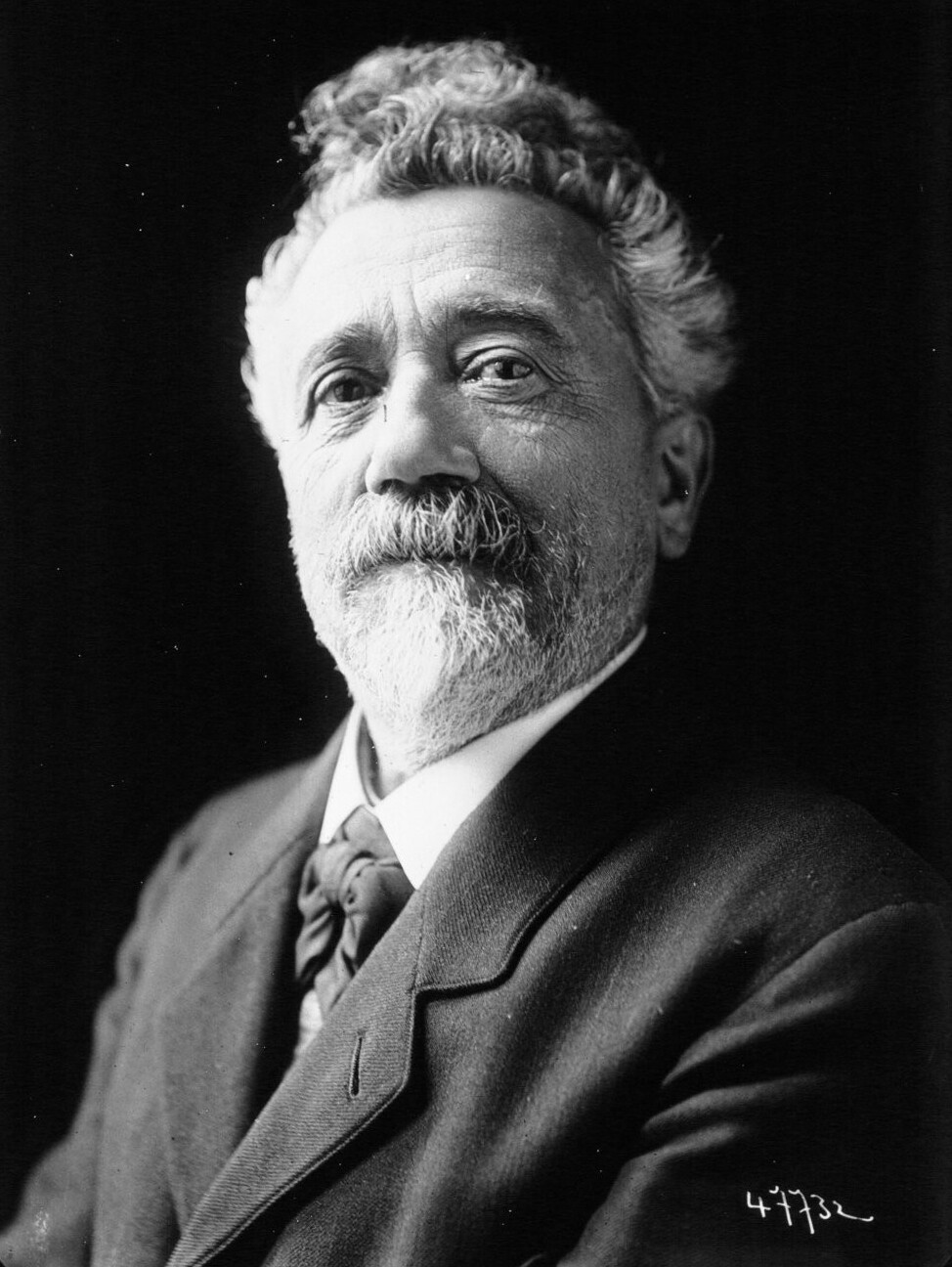
Ernest Roche, 1914

Ernest Roche (* 29. Oktober 1850 in Bordeaux; † 27. Dezember 1917 in Paris) war ein sozialistischer und boulangistischer französischer Politiker der Dritten Republik.

## Leben

### Anfänge
Ernest Roche kam 1850 als Sohn des Arbeiters Jean Roche und von Suzanne Roche, geborene Desanges, zur Welt. Er arbeitete zunächst als Graveur.
Er war ein engagierter Unterstützer von Louis Auguste Blanqui. Im Jahr 1879 leitete Roche ein Komitee bei der Kampagne für die Wahl Blanquis in die Abgeordnetenkammer. Blanqui wurde im April 1879 gewählt. Die Wahl wurde ebenso wie die Wahlwiederholung für ungültig erklärt (Blanquis Wahlrecht war gerichtlich entzogen worden). Die Kampagne trug jedoch dazu bei, dass Blanqui begnadigt wurde und der Amnestievorschlag der Kommunarden in der Abgeordnetenkammer angenommen wurde.
Roche wurde in Bordeaux schnell gewerkschaftlich aktiv. 1881 zog er nach Paris und nahm dort eine Stelle bei Henri Rocheforts Tageszeitung L’Intransigeant an. Dort war er bis 1906 für die Abteilung „Arbeit(er)“ verantwortlich.

### Streik von Decazeville

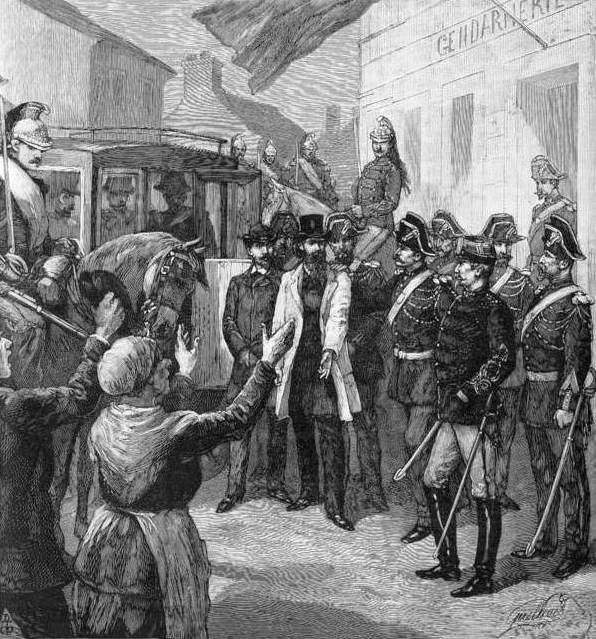
Streik Decazeville 1886

Am 26. Januar 1886 begann in Decazeville ein Streik der Minenarbeiter der Société des Houllères et Fonderies de l’Aveyron. Er dauerte 108 Tage und erregte landesweite Aufmerksamkeit. Der Ingenieur Watrin wurde aus dem Fenster geworfen und starb. Der Journalist Antoine Duc-Quercy reiste nach Decazeville, um den Streik zu unterstützen und in seinem Cri de peuple auf die sozialen Probleme aufmerksam zu machen. Ernest Roche reiste ebenfalls dorthin, ebenso wie die sozialistischen Politiker Zéphyrin Camélinat, Clovis Hugues und Antide Boyer. Duc-Quercy und Ernest Roche wurden von der Polizei angeklagt. Die Festnahme erregte landesweites und sogar weltweites Aufsehen.
Roche wurde – auch wegen seiner Beteiligung am Streik von Anzin – zu 15 Monaten Haft verurteilt. Henri Rochefort trat von seinem Abgeordnetensitz zurück, was eine Nachwahl zur Folge hatte, bei der die Sozialisten Roche als Kandidaten aufstellten. Clemenceau beschloss, Roche nicht zu unterstützen und förderte stattdessen Alfred Gaulier als Kandidaten der Radikalen. Roche erhielt über 100.000 Stimmen, aber Gaulier gewann die Wahl. Nach der Wahl wurde Roche wieder ins Gefängnis gebracht. Er wurde nach sechs Monaten begnadigt.

### Politik

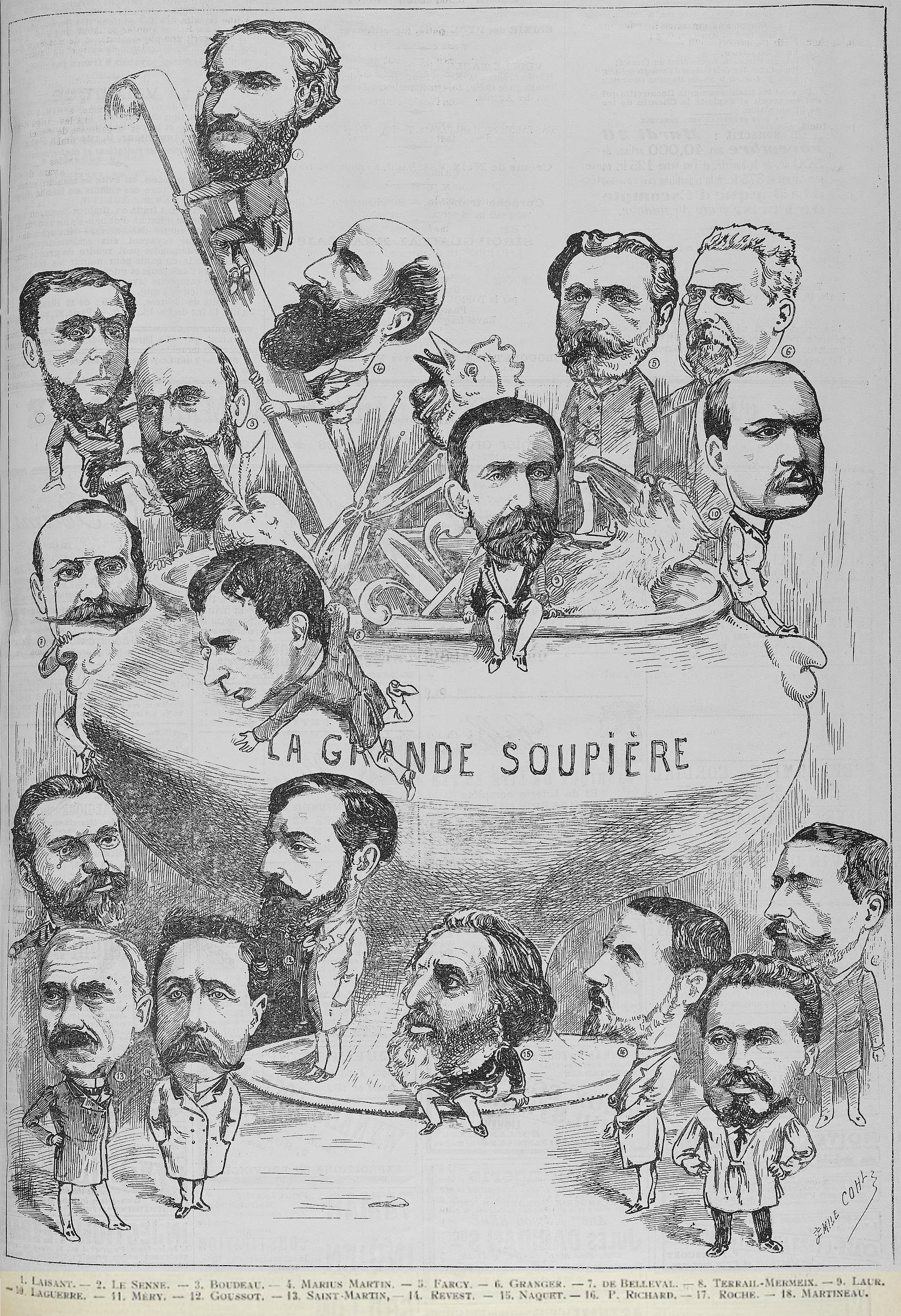
Boulangistische Abgeordnete des Départements Seine (Charivari 1889)

Roche wurde als blanquistischer Kandidat bei den Wahlen von 1889 mit Unterstützung der Boulangisten im ersten Wahlgang im Wahlbezirk Seine 2 gewählt. 1893 und 1898 wurde er wiedergewählt. Im Parlament vertrat er boulangistische Positionen (Abschaffung des Senats, Verfassungsreform, Referenden); als Blanquist lag sein Schwerpunkt bei der Pressefreiheit. In dieser Zeit war er auch als Autor linker Zeitschriften aktiv.
In den letzten Jahren des 19. Jahrhunderts bewegten sich mehrere der Blanquisten nach rechts, behielten aber ihre jakobinischen Ideale bei. Viele der Anhänger von Ernest Granger folgten ihm in einen national geprägten Sozialismus und in die Ligue des Patriotes, eine Bewegung, die auch Rochefort unterstützte. Roche war praktisch der Führer dieser Fraktion der Blanquisten. Mit Granger gründete er das boulangistische Comité central socialiste révolutionnaire. Er rief weiterhin zur Arbeitersolidarität auf, vertrat aber zunehmend nationalistische Ansichten. Bei den Feierlichkeiten zum Jahrestag der Pariser Kommune 1899, die Henri Rochefort und L’Intransigeant ausrichteten, standen die Reden unter einem Anti-Dreyfus-Thema, in denen Dreyfus als Kapitalist und Kleriker dargestellt wurde.
Roche wurde am 27. April 1902 auf der Seite der nationalistischen Republikaner wiedergewählt und blieb bis zum 31. Mai 1906 im Amt. Ab 1903 war er ein starker Befürworter des Gesetzes zur Trennung von Kirche und Staat. Er gründete die erste Suppenküche im 17. Arrondissement, die von nun an von der Pariser Stadtverwaltung subventioniert wurde. Bei den Wahlen von 1906 unterlag er im zweiten Wahlgang. Am 8. Mai 1910 wurde er zum Abgeordneten für das Departement Seine gewählt, ein Amt, das er bis zum 31. Mai 1914 innehatte. Bei den Wahlen vom 26. April 1914 unterlag er im ersten Wahlgang deutlich.
Ernest Roche ist auf dem Friedhof Père-Lachaise in der 85. Division begraben.

## Werke
- La justice du peuple ou l'élection de Blanqui à Bordeaux, Faure, 1879
- Mandat législatif du citoyen Ernest Roche, député du XVIIe arrondissement de Paris, Grande imprimerie, 1893
- L’Avancement de l’avenir et le rajeunissement des cadres, R. Chapelot, 1900
- Discours sur l’amnistie prononcé à la Chambre des députés, le 18 décembre 1900 (Auszug aus „Journal officiel“), Journal „Le Drapeau“, 1901
- Crapules et compagnie : Jaurès et la petite République, rrecueils de documents / Jeunesse blanquiste de Paris, Chineau, 1901
- Mandat législatif du citoyen Ernest Roche, député du XVIIe arrondissement de Paris, P. Dupont, 1902